# CT-33
La CT-33 est une voie rapide urbaine qui permet d'accéder au Port de Cartagène depuis l'A-30 en venant de Murcie ou d'Alicante.
Elle est à 2x2 voies sans avoir le statut de voie express (échangeurs sous forme de giratoires).

## Tracé
- Elle se détache de l'A-30 à l'est de Cartagène pour ensuite se terminer à l'entrée du Port de Cartagène.

## Sorties
| Numéro de la sortie | Nom de la sortie                                                     | Bifurcation |
| ------------------- | -------------------------------------------------------------------- | ----------- |
|                     | Murcie - Albacete - Madrid A-30 Torrevieja - Alicante - Valence AP-7 | A-30        |
| 01                  | Carthagène-Calle de Ciudad de Oran La Union - San Javier             | N-332       |
|                     | Carthagène-Calle de Cabo de Aguas                                    |             |
|                     | Carthagène-Avenida de Don Pedro Sanchez Meca - Port d'Escombreras    |             |
|                     | Port de Carthagène Seulement pour les autorisées                     |             |